# Gare de Haguenau
Gare de Haguenau vasútállomás Franciaországban, Haguenau településen.

## Vasútvonalak
Az állomást az alábbi vasútvonalak érintik:
- Vendenheim–Wissembourg-vasútvonal
- Haguenau–Hargarten - Falck-vasútvonal
- Haguenau-Rœschwoog et frontière-vasútvonal

## Kapcsolódó állomások
A vasútállomáshoz az alábbi állomások vannak a legközelebb:
- Gare de Marienthal (Gare de Strasbourg)
- Gare de Walbourg
- Gare de Schweighouse
- Gare de Soultz-sous-Forêts
- Gare de Strasbourg